# Irina Korzhanenko
Irina Korzhanenko (Azov, 16 de maio de 1974) foi uma arremessadora de peso russa.
Dona de medalhas em Mundiais Indoor e Universíadas, Korzhanenko foi banida do atletismo devido ao doping nos Jogos Olímpicos de Verão de 2004. Na ocasião, a medalha de ouro dela foi cassada por uso de estanozolol.